# Ивичесто лале
Ивичестите лалета (Cinctura hunteria) са вид коремоноги от семейство Fasciolariidae.
Таксонът е описан за пръв път от Джордж Пери през 1811 година.

## Подвидове
- Cinctura hunteria apalachee
- Cinctura hunteria hunteria
- Cinctura hunteria keatonorum